# Görne (Kleßen-Görne)
Görne ist ein Ortsteil der Gemeinde Kleßen-Görne im Landkreis Havelland in Brandenburg.

## Lage
Das Straßendorf mit ehemaligem Gut liegt an der Kreisstraße 6316. Südöstlich verläuft die B 188 und östlich die B 5. Südlich erstreckt sich das 226 ha großen Naturschutzgebiet Görner See mit dem Görner See. Im Südwesten der Feldmark Görne und nordwestlich des Havelländischen Großen Hauptkanals befindet sich der Flurname Das polnische Luch. Hierbei handelt es sich um ein Teil der wüsten Feldmark Poltz. Im Osten und Nordosten der Feldmark Görne liegt die Kreuzlake und daran die Feldmarke Wenemede.

## Geschichte

### 14. bis 16. Jahrhundert
Das Dorf wurde erstmals 1353 als Gorne urkundlich erwähnt und befand sich von vor 1353 bis 1872 im Besitz der von Bredow zu Friesack, Görne, Dickte, Klesse und Senzke. Im Jahr 1541 wurde von wüsten Höfen und Hufen in Görne berichtet, von denen der Junker dem Pfarrer den Zehnten entrichten sollte. Dieser besaß außerdem zwei Freihufen vor Görne und bekam Hebungen aus Görne und Klessen. Ein Einhufner aus Klessen musste ihm ebenfalls Abgaben leisten. Im Dorf Gornenn lebten im Jahr 1580 insgesamt 12 Zweihufner und drei Kossäten, einschließlich eines Heiligmann (=Pfarrer). Zum Dorf gehörte die Kreuzlake und die Feldmark Wenemede. Drei der Höfe mit acht Hufen wurden von den von Bredow bewirtschaftet.

### 17. Jahrhundert
Ein Rittersitz der von Bredow wurde 1608 erwähnt. Im Jahr 1624 lebten im Dorf insgesamt 17 Hufner, zwei Kossäten ein Hirte, ein Schmied, ein Kostknecht, 5 ½ Paar Hausleute sowie Schäferknechte. Die Gemarkung war 32 Hufen groß. Zwei Höfe mit drei Hufen waren von den von Bredow freigelassen worden, d. h. mussten keine Abgaben mehr leisten. Im Jahr 1641 wurde von 29 Hufen berichtet, 1663 nur von drei Ritterhufen. Im Dreißigjährigen Krieg wurde die Dorfkirche vollständig zerstört. Die Schreibweise Goerden erschien 1671.

### 18. Jahrhundert

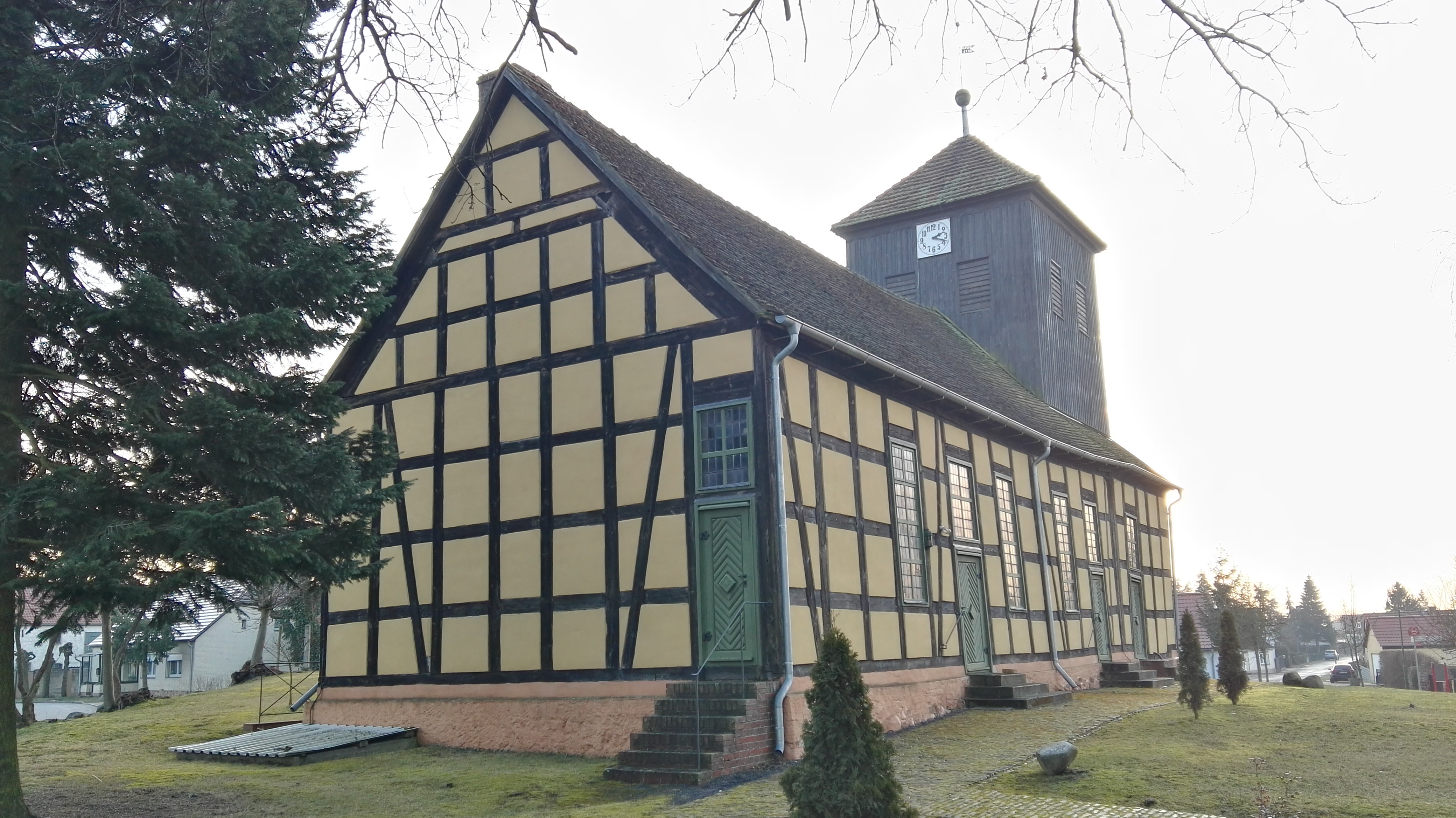
Dorfkirche von 1728

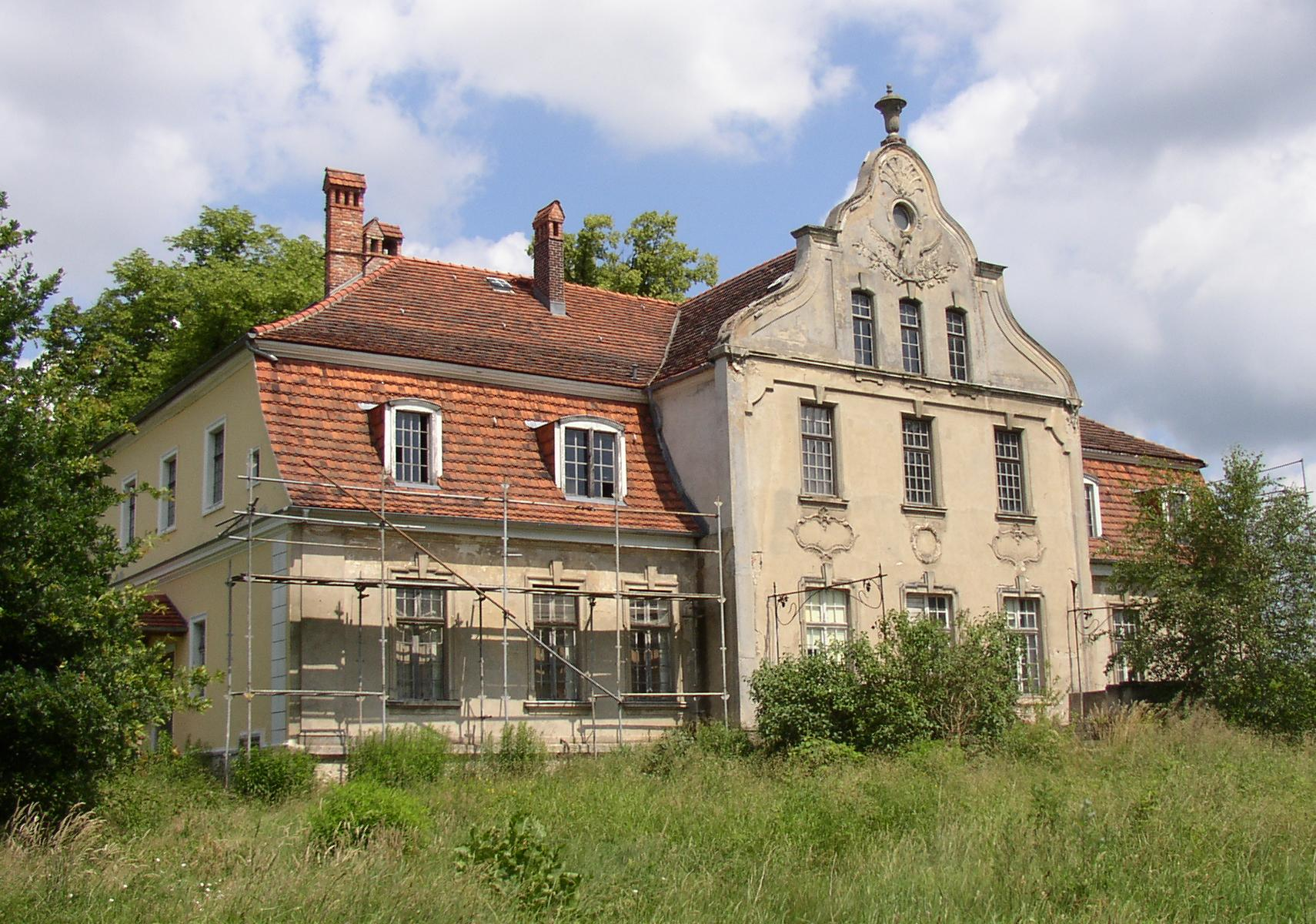
Ehemaliges Gutshaus von 1786

Eine Statistik aus dem Jahr 1708 führte für Görne auf: elf Zweifhuner (darunter der Schulze), sieben Einhufner, zwei Halbhufner, zwei Kossäten (eines davon wüst), ein Schmied, ein Kostknecht sowie einen Kuhhirten ohne Vieh. Die Dorfkirche Görne entstand 1728; 1740 wurde von 20 Bauern und einem Rittersitz berichtet. Eine Statistik aus dem Jahr 1772 führte auf: ein Prediger, 19 Bauern, acht Kossäten und Büdner sowie eine Schmiede. Im Dorf lebten insgesamt 225 Personen.

### 19. Jahrhundert
Zur Jahrhundertwende gab es in Görne zehn Ganzbauern, acht Halbbauern, zwei Ganzkossäten, zwei Kötter, sechs Einlieger, einen Radmacher, eine Schmiede und einen Krug sowie das Gut. Insgesamt gab es 47 Feuerstellen (=Haushalte). Das Dorf und Rittergut umfasste 1840 insgesamt 47 Wohnhäuser. Das Dorf war im Jahr 1860 insgesamt 3776 Mg groß: 26 Mg Gehöfte, 1418 Mg Acker, 1152 Mg Wiese, 758 Mg Weide, 422 Mg Wald. Das Rittergut umfasste 1069 Mg: 4 Mg Gehöfte, 445 Mg Acker, 312 Mg Wiese, 120 Mg Weide, 188 Mg Wald. Im Dorf gab es vier öffentliche, 44 Wohn- und 72 Wirtschaftsgebäude (darunter eine holländische Getreidemühle). Im Rittergut standen sechs Wohn- und zehn Wirtschaftsgebäude.

### 20. und 21. Jahrhundert
Das Dorf Görne umfasste im Jahr 1900 insgesamt 60 Häuser auf 1003 Hektar (ha); das Rittergut vier Häuser auf 351 ha. Eine Statistik von 1907 führte auf: zehn Bauern, sieben Kossäten, sieben Büdner, einen Büdner und Händler, einen Mühlenbesitzer, einen Schmiedemeister, einen Stellmacher, einen Milchpächter, einen Forstaufseher, einen Knecht, einen Pastor, einen Lehrer, einen Rentier und einen Altsitzer. Der Gutsbezirk Görne und der Gutsbezirk Dickte wurden 1928 mit der Gemeinde Görne vereinigt. Im Jahr 1931 standen auf 2187 ha insgesamt 67 Wohnhäuser. Im Jahr 1939 gab es zwei land- und forstwirtschaftliche Betriebe mit über 100 ha, 26 Betriebe waren zwischen 20 und 100 ha groß, 13 zwischen 10 und 20 ha, zwei zwischen 5 und 10 ha sowie sieben zwischen 0,5 und 5 ha.
Nach dem Zweiten Weltkrieg wurden 1948 insgesamt 556 ha auf 82 Eigentümer aufgeteilt: 22 landlose Bauern und Landarbeiter, 13 landarme Bauern, 20 Umsiedler, 14 Kleinpächter, vier nichtlandwirtschaftliche Arbeiter und Angestellte; neun Altbauern erhielten eine Waldzulage. Im Jahr 1954 gründete sich eine LPG Typ III, die 1955 mit 27 Mitgliedern eine Fläche von 334 ha bewirtschaftete. Görne war 1957 Landgemeinde mit dem Wohnplatz Görner Mühle. Im Jahr 1960 gab es eine LPG Typ III mit 87 Mitgliedern und 931 ha Fläche sowie eine LPG Typ I mit 26 Mitgliedern und 147 ha Fläche. Die LPG Typ III schloss sich 1969 an die LPG in Klessen an. Görne bestand 1964 mit dem Ortsteil Dickte.
Am 31. Dezember 2002 erfolgte die Eingemeindung von Görne zusammen mit Kleßen zur neuen Gemeinde Kleßen-Görne.

## Bevölkerungsentwicklung
| Jahr      | 1800 | 1817 | 1840 | 1858                | 1895 | 1925 | 1939 | 1946 | 1964 |
| Einwohner | 275  | 246  | 303  | Dorf 294 und Gut 58 | 367  | 350  | 373  | 599  | 326  |

## Sehenswürdigkeiten

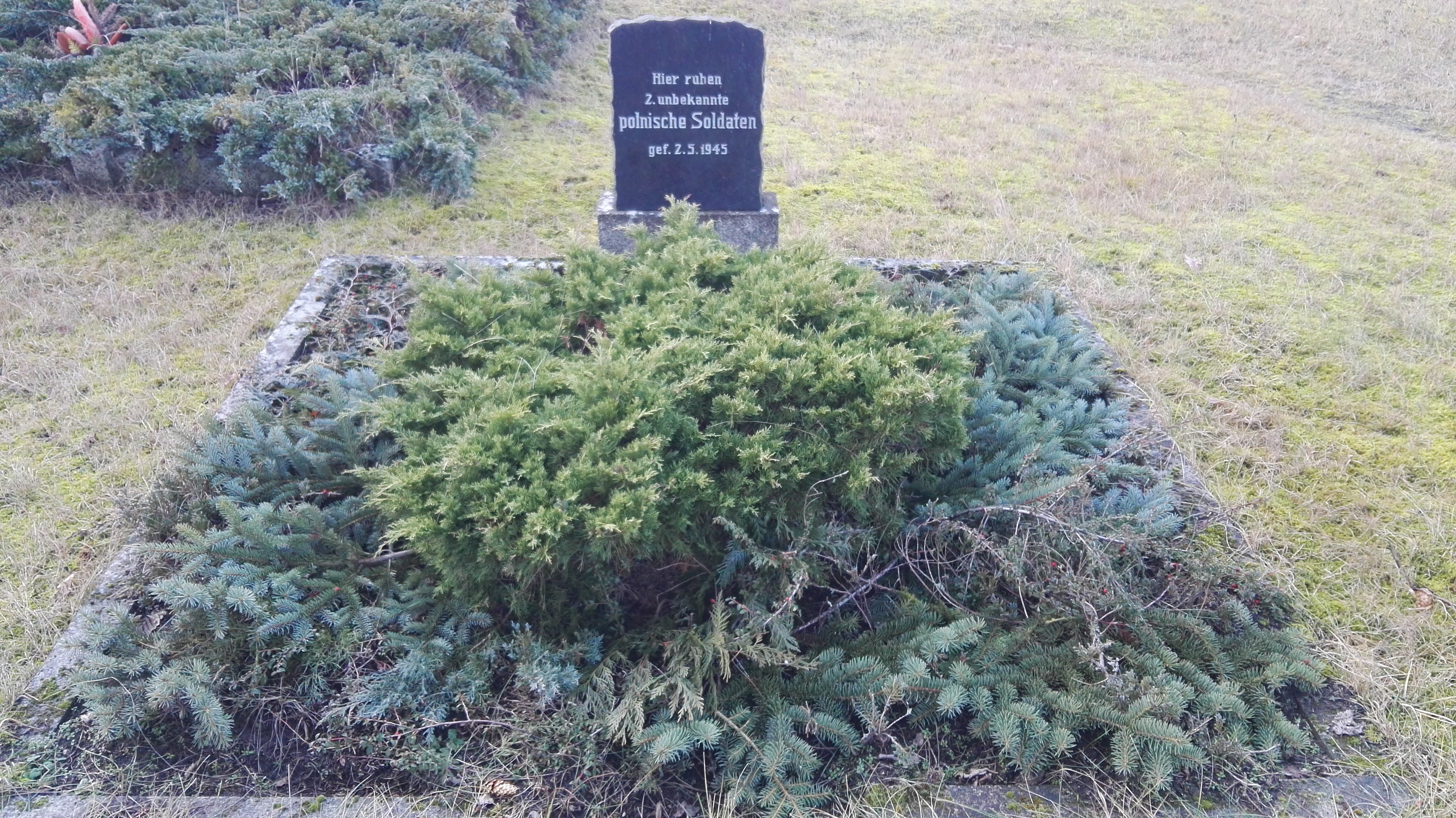
Denkmalgeschütztes Grab für zwei polnische Soldaten

- In der Liste der Baudenkmale in Kleßen-Görne sind für Görne drei Baudenkmale aufgeführt.
- Die Dorfkirche Görne ist eine Saalkirche aus dem Jahr 1728. Im Innern steht unter anderem ein Kanzelaltar im Rokokostil.
- Das Gutshaus mit Mansarddach von 1786 wurde Ende des 19. Jahrhunderts vollständig erneuert. Es steht wie auch das Pfarrhaus unter Denkmalschutz. Ebenfalls unter Denkmalschutz steht ein Grab für zwei polnische Soldaten.

## Persönlichkeiten
- Friedrich Ludwig Wilhelm von Bredow (1763–1820), preußischer Gutsbesitzer, geboren in Görne
- Wilkin Graf von Bredow (1855–1921), Politiker, Mitglied des Preußischen Herrenhauses, geboren in Görne
- Werner Bader (1922–2014), Journalist und Autor, lebte in Görne